# Oidipusz király (dráma)
Az Oidipusz király (ógörögül Οἰδίπους Τύραννος (Oidipous Tyrannos)) Szophoklész ókori athéni drámaíró legismertebb és leggyakrabban színre vitt tragédiája, amelynek középpontjában a mitológiai Oidipusz áll. A három Thébaiban játszódó drámája közül ez játszódik a legkorábban, megelőzve az Oidipusz Kolónoszbant és az Antigonét. Bemutatásának időpontját pontosan nem tudjuk, a műben pusztító thébai pestis kiemelt szerepéből azonban irodalomtörténészek arra következtetnek, hogy az az i. e. 430-as athéni járványra (ld. peloponnészoszi háború) utalhat, ezért bemutatását nem sokkal későbbre, i. e. 429 körülre teszik.

## Előzmények
A mű a görög mitológia thébai mondakörének történetét dolgozza fel, amelyről először Homérosz tesz említést az Odüsszeiában, amikor Odüsszeusz találkozik az alvilágban Iokasztéval (Epikaszté néven). Homérosz röviden összefoglalja Oidipusz történetét, így a vérfertőzést, az apagyilkosságot és Iokaszté öngyilkosságát is. Homérosz változatában azonban Oidipusz Thébai királya marad, nem vakítja meg magát, és nem is vonul száműzetésbe az igazság felfedése után. Legfőképpen pedig, az igazságot az istenek fedik fel, nem pedig Oidipusz nyomozása folytán derül rá fény.
I. e. 467-ben Aiszkhülosz, szintén athéni drámaíró, a Dionüszosz isten tiszteletére rendezett Dionüszia fesztiválon első díjat nyert a Laiosz házában játszódó trilógiájával, a Laiosz, az Oidipusz és a Heten Thébai ellen című tragédiákkal, amelyek közül egyedül az utolsó maradt fenn a mai napig. Mivel Szophoklész nem írt az Aiszkhüloszéhoz hasonló összefüggő trilógiát, az ő műve sokkal inkább a címszereplőre összpontosít, az őt körülvevő mítoszokról, amelyek a korabeli athéniak számára már jól ismertek voltak, csupán említést tesz.

## Szereplők
- Oidipusz
- Pap
- Kreón, Oidipusz sógora
- Thébai aggok kara
- Teiresziasz, vak jós
- Iokaszté, Oidipusz felesége
- Hírnök
- Pásztor
- Hírmondó
- Laiosz, Oidipusz apja

## Cselekmény
|  | Alább a cselekmény részletei következnek! |

A nyitó képben a thébai küldöttek olajágakkal (az esdeklés szimbóluma) a kezükben vonulnak a város királyának, Oidipusznak a palotája elé, akit arra kérnek, hogy mentse meg őket ismét, ezúttal a városban pusztító, ezrek halálát okozó pestistől. Korábban egyszer már megmentette a thébaiakat: sok évvel ezelőtt egy oroszlántestű, emberfejű szörny (Szfinx) telepedett Kadmosz, az ősi király városának bejárata elé, és mindenkit megölt, aki nem tudta megfejteni a következő találós kérdést: „Ki az, aki reggel négy lábon jár, délben két lábon, este három lábon?” A véletlenül arra vetődő Oidipusz megfejtette a rejtvényt (az ember; gyermekkorában négykézláb mászik, felnőttkorában két lábon áll, öregkorában pedig bottal jár.), mire a Szfinx szégyenében végzett önmagával. Időközben elhunyt Thébai addigi uralkodója, Laiosz, ezért Oidipuszt jutalmul megválasztották az új királynak.

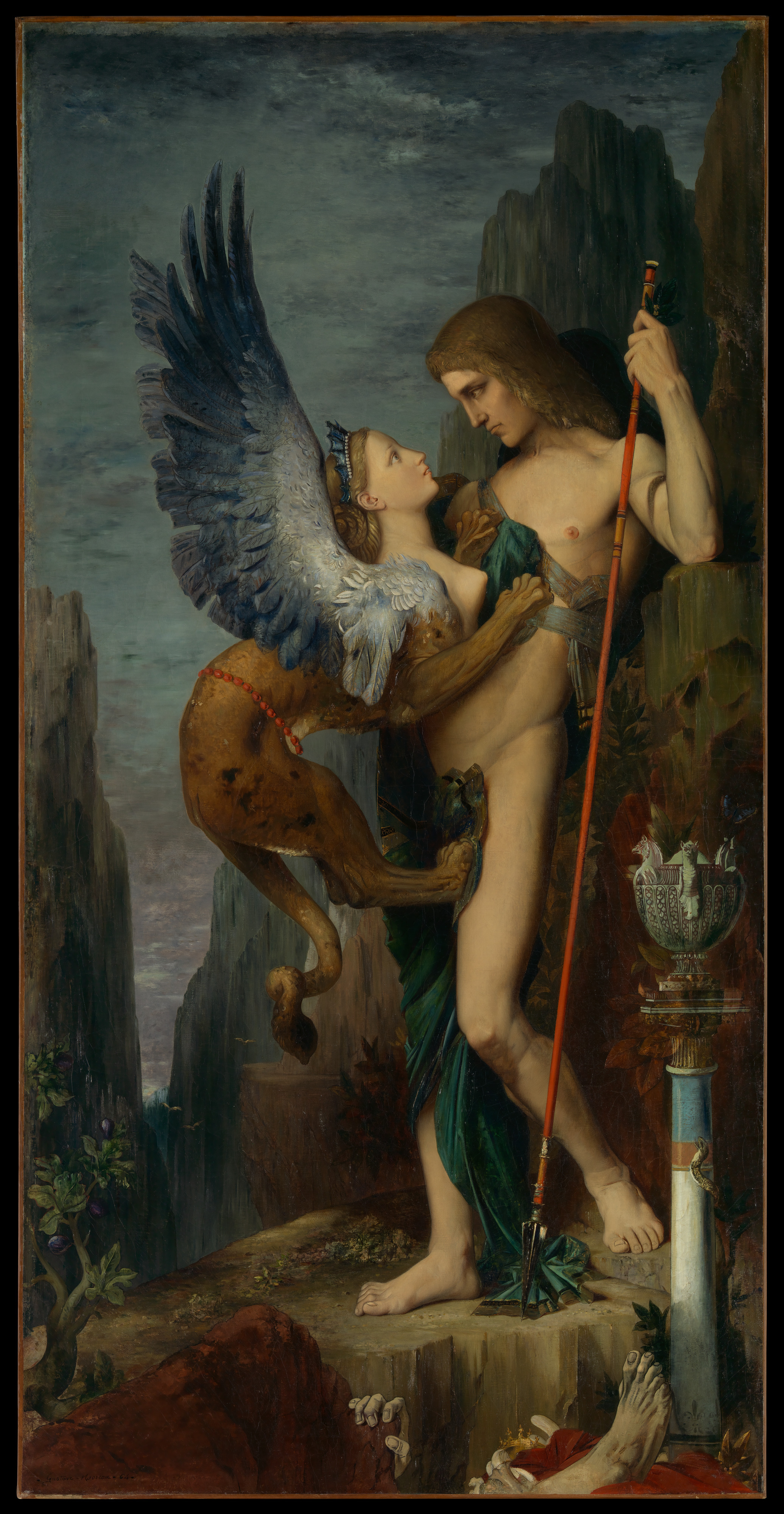
Oidipusz és a szfinx (Gustave Moreau festménye, 1864, Metropolitan Művészeti Múzeum)

A thébaiaknak azt feleli Oidipusz, hogy őt is nyugtalanítja a dögvész, ezért elküldte sógorát, Iokaszté testvérét, Kreónt, Delphoiba, hogy kikérje Apolló jósdájának tanácsát. A visszatérő Kreón el is hozza a jósda intelmét: a Thébait sújtó járvány az istenek büntetése, amiért a volt király, Laiosz halála megtorlatlan maradt. A vész csak akkor múlik el, ha a kiontott vért vérrel mossák le, vagy legalábbis száműzik a városból a gyilkost. Laiosz királyt akkor gyilkolták meg, amikor ő maga is a delphoi jósda tanácsáért indult, de útonállók támadtak rájuk, akik a kíséretének egyetlen életben maradt tagján, az egyetlen szemtanún kívül, mindegyikükkel végeztek. Azért feledkeztek meg annak idején a gyilkosok felkutatásáról, mert ezzel egy időben történt a Szfinx legyőzése és Oidipusz ünneplése, ami túlságosan lefoglalta gondolataikat.
Oidipusz megfogadja, hogy addig nem nyugszik, amíg meg nem találja Laiosz gyilkosait. Meg is átkozza a gyilkost, nem is sejtve, hogy ezzel önmagára szórt átkot. A thébai öregek tanácsára a város köztiszteletben álló vak jósát, Teiresziaszt hívatja, aki elismeri, hogy tud valamit, de azt jobb lenne nem tudni, ezért nem hajlandó megosztani vele. Amikor azonban Oidipusz bűnpártolással, sőt, a gyilkosság elkövetésével vádolja, megered a nyelve: elmondja, hogy maga Oidipusz Laiosz király gyilkosa, akinek bűnét tetézi, hogy saját anyját vette feleségül, és e vérfertőző kapcsolatból születtek gyermekei. A királyra váró rettenetes sorsot is megjósolja: száműzve, vakon, koldusként fog bolyongani a világban.
Oidipusz azonban meg van győződve arról, hogy hamis vádakkal áll szemben, amiknek a hátterében a trónra áhítozó sógora, Kreón állhat. Kreón azonban mindezt tagadja, azzal védekezik, hogy hatalomnak így is részese, anélkül, hogy az uralkodás kínos terheit vállalnia kellene. Ez sem csillapítja Oidipuszt, ami végül csak Iokaszté közbelépésének köszönhetően sikerül. Iokaszté megemlíti, hogy Apolló jóslatainak nem kell feltétlenül hitelt adni, hiszen az a korábbi jóslata sem vált valóra, miszerint Laioszt gyermeke fogja megölni. Gyermekük a harmadik napot sem érte meg, mert a csecsemőt, kezét-lábát gúzsba kötve, kitették a vadonba, ahol bizonyára elpusztult. A király halálát pedig útonállók okozták, akik egy hármas útnál végeztek vele.
Iokaszté közlései azonban a várttal ellentétes hatást érnek el, megijesztik Oidipuszt. Eszébe jut, hogy egy hármas útkereszteződésnél ő már egyszer megölt valakit, talán éppen Laioszt. Ezen a ponton megtehetné, hogy saját érdekében nem kutatja tovább a múltat, ő azonban nem akar egy a saját bűne miatt nyomorba döntött ország zsarnoka lenni. Őt a görög humanizmus nemes eszméi vezérlik, így tovább folytatja a nyomozást. Hívatja a Laiosz kíséretéből életben maradt szolgát, majd megvallja Iokaszténak, hogy a delphoi jósda neki is hasonló sorsot jövendölt. Az ő apja (már amennyire tudja) a korinthoszi Polübosz, anyja meg a dóriszi Meropé. Boldogan éltek, azonban amikor valaki azzal rágalmazta meg, hogy "cserélt gyerek", elment Delphoiba, hogy megtudja az igazságot. A kérdésére választ nem kapott, viszont azt jósolták neki, hogy anyjával esik szerelembe, és apjának lesz a gyilkosa. Oidipusz világgá ment, hogy ezt a rémséget elkerülje. Vándorlásai során jutott el egy hármas keresztúthoz, ahol egy lovasszekéren ülő idősebb ember kocsisa félrelökte őt, mire dulakodni kezdtek. Maga az öregúr (Iokaszté leírása alapján lehet, hogy Laiosz) is beavatkozott a küzdelembe, a fokosával a fejére sújtott, mire Oidipusz egyetlen csapással leütötte a szekérről, az pedig hanyatt esve meg is halt. Ezt követően a kísérettel vívott harcból is ő került ki győztesen. Oidipusz ezek tudatában abban reménykedik, hogy az életben maradt szemtanú megmenti őt, ha fenntartja vallomását, hogy az öreg királlyal nem egy ember, hanem útonállók végeztek.
Egy Korinthoszból érkező hírnök Polübosz haláláról számol be, a halál oka végelgyengülés. Iokaszté ebben is a jóslatok megbízhatatlanságát látja, Oidipusz viszont amiatt aggódik, hogy a még életben lévő anyjával kapcsolatos jóslat valóra válhat. A hírnök azonban megnyugtatja, ugyanis nem édes fia szüleinek, annak idején a hírnök pásztorként élt Kithairón hegyén, ahol egy Laioszhoz tartozó pásztor egy csecsemőt adott neki, akit az a királytól kapott utasítások ellenére nem volt szíve magára hagyni a vadonban. Így került Oidipusz a gyermektelen Polüboszék házába.
A valóra vált jóslatok szörnyű valóságát megértő Iokaszté arra kéri Oidipuszt, hagyja abba a további nyomozást, ő azonban azt hiszi, csupán attól tart Iokaszté, hogy kiderülhet, nem előkelő származású, ezért nem hallgat rá. Iokaszté rémülten visszarohan a királyi palotába. Kiderül, hogy a Laiosz kíséretéből életben maradt szolga azonos azzal a pásztorral, akinek feladata lett volna a csecsemőt megölni. Az öreg, jól tudva, hogy vallomásával milyen tragédiát idéz elő, először nem akar beszélni. Oidipusz azonban, még mindig nem sejtve, hogy mit fog hallani, erőszakkal kényszeríti a pásztort, hogy mondjon el mindent. Amikor aztán Oidipusz is tudomásul veszi, hogy a jóslatok igazat mondtak, meg akarja vakítani magát, ezért Iokaszté után berohan a palotába.
A palotában történt tragikus eseményeket egy hírmondó tudósítja: Iokaszté felakasztotta magát, akire Oidipusz talált rá, a királynő köntösét összefogó aranykapcsokkal pedig kiszúrta a szemét. Azért tette ezt, mert ha látó emberként halna meg, a túlvilágon nem tudna az elkövetett bűnök tudatában a szüleivel szembenézni, de életben maradva sem képest akár gyerekeinek, akár a város polgárainak szemébe nézni. Oidipusz legszívesebben hazájából száműzve, vakon járná a világot, Kreón azonban úgy véli, jobb, ha egyelőre a palotában marad. A vak Oidipusz végül elismétli a görög tragédiák végén nem egyszer elhangzó intelmet:
„Senki hát halandó embert, ki e földön várja még

végső napját, ne nevezzen boldognak, míg élete

kikötőjét el nem érte bánat nélkül, biztosan.”
|  | Itt a vége a cselekmény részletezésének! |

## Elemzés
Oidipusz bukásával kapcsolatban kétféle megközelítés létezik: egyes neves klasszika-filológusok szerint Thébai királyának tragédiáját az okozza, hogy önteltségében megpróbálja kijátszani az isteni intelmeket. Mások viszont úgy vélekednek: Oidipusz emberi nagysága éppen abban rejlik, hogy az emberség etikai elveinek megfelelően kíván élni, hogy nyughatatlan, kutató emberként mindenáron tudni akarja az igazat, még ha az igazság felderítése romlásba dönti is őt. A sorsszerűség modern felfogása miatt a mai olvasók Oidipuszt általában nála hatalmasabb erők által mozgatott bábnak tekintik, akit az istenek és a sors különösebb indok nélkül vezetnek meg. Ennek azonban ellentmond az a tény, hogy – bár mitológiai közhelynek számít, hogy a jóslatoknak be kell teljesülniük – a végkimenetelhez vezető eseményeket nem a jóslatok okozzák. A jóslat, amelyet a fiatal Oidipusz kap, egy önbeteljesítő jóslat, mivel ez indítja el a főhőst azon az úton, amely a jóslat beteljesedéséhez vezet. Ez azonban nem jelenti azt, hogy Oidipusz a sors áldozata volna, hiszen saját akaratából cselekedett a kritikus pillanatokban. A jóslatoknak egy másik jellemzője, hogy a jóslatot kapó személy általában félreértelmezi azt. Így történt ez Oidipusz esetében, aki azért ment Delphoiba, hogy valódi szülei kilétéről tájékozódjon, azonban amikor megkapta a jóslatát, azt gondolta, hogy a jósnő megtagadja a kérdésére a válaszadást, és helyette egy attól független jóslatot ad neki. Azonban a jósnő valójában megválaszolta a kérdését: Polübosz és Meropé nem a szülei; az apját meg fogja ölni, az anyja pedig az, akit feleségül fog venni.
Párhuzam mutatkozik Oidipusz és Szophoklész Antigonéjában szereplő Kreón között: királyként mindketten olyan döntést hoznak, amelyet alattvalóik megkérdőjeleznek, vagy egyenesen elleneznek; mindketten félremagyarázzák saját uralkodói szerepüket és az ellenállás szerepét; amikor a vak Teiresziasz nekik nem tetszően nyilatkozik, mindketten azzal vádolják, hogy megvesztegették. Itt azonban véget érnek a hasonlóságok, ugyanis amikor Kreón ráeszmél az általa okozott pusztításra, megpróbálja jóvá tenni a hibáit, Oidipusz azonban hajthatatlan.
Ellentét feszül viszont a vakság és a tisztán látás között: amíg Oidipusz lát, nincs tisztában azzal, milyen bűnöket követett el, azonban miután megvakítja magát, már tisztán lát, sőt, ahogyan az az Oidipusz Kolonoszban című műben olvasható, látnoki képességekre is szert tesz. A vak Teiresziasz tisztán látása is az ellentétet hangsúlyozza.
Az Oidipusz királyban Szophoklész a drámaépítkezés egyik klasszikus modelljét dolgozta ki, a dráma cselekménye kettős irányú: ahogy a színmű a jelen időben halad előre, úgy tárja fel fokozatosan azt, ami a múltban történt, végül pedig a drámai konfliktus csúcspontján a két szál találkozik egymással.
Sigmund Freud volt az, aki Oidipusz tragikus sorsáról elnevezte az Ödipusz-komplexust. Ez a pszichoanalitikus tétel kimondja a fiatal (3-7 éves) fiúknak az anyjuk iránt érzett - nagyrészt tudatalatti - vérfertőző vágyát és ezzel párhuzamosan az apjukkal szembeni rivalizálását. Freud óta viták tárgyát képezi, hogy vajon Oidipusznak magának van-e Ödipusz-komplexusa. Számos tanulmányíró tagadja ezt, arra hivatkozva, hogy Oidipusz mindent elkövet, hogy ne essen az apagyilkosság és a vérfertőzés bűnébe. Mindkét bűnt úgy követi el, hogy nincs tudatában, kivel van valójában dolga. A freudisták azonban azzal érvelnek, hogy az Ödipusz-komplexus elfojtva, tudat alatt él az emberekben. Szophoklész tragédiájában is megjegyzi Iokaszté, hogy: „Álmaiban már sok ember szeretkezett – saját anyjával”. Józan tudattal az emberek még önmaguknak sem vallják be, hogy Ödipusz-komplexusuk vezérli tetteiket.

## További feldolgozások
- Oidipusz király, Pier Paolo Pasolini 1967-es modernizált megfilmesítése.
- Oedipus rex, Igor Stravinsky 1927-es opera-oratóriuma.
- Oedipe, George Enescu 1936-ban bemutatott operája.
- Oedipus der Tyrann, Carl Orff 1959-es operája.
- Vérvörös Törtfehér Méregzöld, Pintér Béla 2020-as drámája